# 偶像
偶像（）とは、

初期の偶像の1つ。パレスチナ自治区・エリコで発見。ヨルダン考古学博物館

- 木・石・土・金属（などの具体的なモノ）で作った像[1]。
- 神や仏などの存在をかたどって造られた像で、かつ崇拝の対象となっているようなもののこと[1]

## 概説
神の像や仏の像、およびそれを崇拝する行為を指すために使われている言葉である。
物としての偶像ではなく、それを崇拝する行為のほうに焦点を当てた用語として「偶像崇拝」がある。
また、そうした行為を非難する意味を込めて「偶像教」という用語が用いられることがある。
なお、この偶像「idol」が転じて、様々な経緯を経て現代日本語の「アイドル」の用法が生まれた。

## 漢語
漢語で偶像は人形のことであったとされる。

## メソポタミア
古代メソポタミアの人々は神々を身近な存在と考え、その姿を人間に求めた。かくして人の形をした像を作って、それを拝む日々を送っていた。

## ヘブライ語
ペセルの語は、木や石を彫る、または切りとると言う意味の動詞パーサルに由来する

## ユダヤ教・キリスト教における位置づけ
ヘブライ語聖書には偶像を造ったり拝んだりすることを禁止する表現が多数ある。ユダヤ教では偶像を崇拝することは禁止された。
『旧約聖書』出エジプト 20:4-5、レビ 26:1、申命記 4:25-26、イザヤ 44:9、『新約聖書』の第一コリント 8章において 偶像は否定されている。
福音派は日本では、仏教の仏壇・焼香、神道の神棚・玉ぐし等も、神に禁じられた異教の偶像と断定して拒否する。

## 転用
転じて、あこがれの的や熱狂的なファンをもつ人を指して、アイドルと呼ぶ。